# Речка (округ Банська Бистриця)
Речка (словац. Riečka) — село в Банськобистрицькому окрузі Банськобистрицького краю Словаччини. Перша письмова згадка про село датується 1455 роком.

## Населення
| Рік:            | 1994. | 2004.    | 2014.    | 2024.    |
| --------------- | ----- | -------- | -------- | -------- |
| Кількість осіб: | 522   | 604      | 764      | 868      |
| Різниця:        |       | +15,70 % | +26,49 % | +13,61 % |

| Рік:            | 2023. | 2024.   |
| --------------- | ----- | ------- |
| Кількість осіб: | 873   | 868     |
| Різниця:        |       | -0,57 % |

Етнічний склад населення станом на 2001 рік: словаки — 98,94 %, чехи — 0,35 %, поляки — 0,18 %.
Станом на 31 грудня 2010 року в селі проживала 742 особи, з них 343 чоловіків та 399 жінок.